# 重野純
重野 純（しげの すみ、女性、1950年 - ）は、日本の心理学者。専門は認知心理学・心理言語学・音楽心理学。青山学院大学教授。文学博士。
東京都生まれ。東京大学文学部心理学科卒、1980年同大学院博士課程満期退学、北里大学教養部専任講師、助教授、青山学院大学教育心理学部教授。1988年「音韻知覚における時間効果に関する研究」で東大文学博士。

## 著書
- 『心理学入門』北樹出版 1984
- 『音の世界の心理学』ナカニシヤ出版 2003
- 『聴覚・ことば』(キーワード心理学シリーズ) 新曜社 2006

## 共編著
- 『心理学 キーワードコレクション』編 新曜社 1994
- 『言語とこころ 心理言語学の世界を探検する』新曜社 2010
- 『安全と危険のメカニズム』福岡伸一,柳原敏夫共著 新曜社 2011

## 翻訳
- 言葉をもった哺乳類 心理言語学入門 ジーン・エイチソン 鹿取広人共訳　思索社 1985.9
- 認知心理学事典 M.W.アイゼンク編　野島久雄,半田智久共訳 新曜社 1998.5
- 外国語はなぜなかなか身につかないか 第二言語学習の謎を解く エレン・ビアリストク,ケンジ・ハクタ 新曜社 2000

## 参考
- J-Global